# Niels Bjerre
Niels Jakob Jakobsen Bjerre (født 5. januar 1864 Engbjerg Sogn ved Lemvig, død 19. marts 1942 på Frederiksberg) var en dansk maler og fætter til Kristen Bjerre.
Bjerre er uddannet på Kunstakademiet i København i årene 1881-88 og derefter på Kunstnernes Studieskole hos Laurits Tuxen i tidsrummet 1889-90.
Bjerre blev kaldt Vestjyden i dansk kunst. Han har skildret menneskene og landskabet ved Vesterhavet vest for Lemvig. Lemvig Museum har en større samling af hans værker.

## Priser og hæder
- 1889, 1900 Akademiets pris
- 1900 Bronzemedalje, Paris
- 1923 Eckersberg Medaillen
- 1928 P.A. Schous legat